# Winifred McNair
Winifred Margaret McNair née Slocock (Donnington, 9 augustus 1877 – 28 maart 1954) was een tennisspeelster uit het Verenigd Koninkrijk.
Op 24 april 1908 trouwde ze met R.J. McNair.
In 1913 won ze het eerste damesdubbelspeltoernooi van Wimbledon samen met Dora Boothby. Dat jaar verloor ze in het enkelspel van Wimbledon de finale van Dorothea Douglass.
Zij nam deel aan de Olympische Zomerspelen in Antwerpen in 1920 waar ze een gouden medaille haalde met Kitty McKane in het damesdubbelspel.